# Alsócsitár
Alsócsitár (szlovákul Štitáre) község Szlovákiában, a Nyitrai kerületben, a Nyitrai járásban. Zámojszky vagy Ocskay udvar tartozik hozzá.

## Fekvése
A zoboralji település Nyitrától 6 km-re északkeletre, a Tribecs-hegység részét képező Zsibrica hegy oldalán fekszik.

## Története
1113-ban a zoborhegyi apátság birtokainak leírásában említik először. 1366-ban Nagy Lajos megfeddte Kolon-i Peteu-t a csitári földek ügyében. A per még 1367-ben is folyt. 1428-ban Zsigmond király Saro-i László fia Cseh Péternek adományoz több várat és tartozékaikat, például Tholmacz, Chytaar és Wezeken településeket is.
Vályi András szerint "Magyar Csitár. Magyar falu Nyitra Vármegyében, birtokosai külömbféle Urak, lakosai katolikusok, fekszik Kolonhoz, és Űrmenyhez sem meszsze, Nyitrától egy mértföldnyire, piatzozása Bajnán, földgye első Osztálybéli, de mivel fája sem tűzre, sem pedig épűletre nintsen, és szőleje sintsen, legelője szoross, réttye pedig hibás, a’ harmadik Osztályba tétettetett."
Fényes Elek szerint "Csitár, magyar falu, Nyitra vgyében, vármegyében, Nyitrához észak-keletre egy mértföldnyire, 347 kath., 9 zsidó lak., filial. templommal. Határa dombos, de termékeny; erdeje bőven; rétei jók. F. u. gr. Forgács, a religiói fundus, s m. k."
Nyitra vármegye monográfiája szerint "Nyitra-Csitár, a Zsibricza-hegy alatt fekvő magyar község, 384 r. kath. vallásu lakossal. Postája Pográny, táviró- és vasúti állomása Nyitra. Kath. templomának építési ideje ismeretlen. Kegyura a nyitrai püspök. A községházán a helységnek 1769-ből származó urbáriumát őrzik. A lakosok nagy részét az 1866-iki kolerajárvány kipusztította. Földesurai a Zerdahelyiek voltak, jelenleg pedig gr. Zamojszky Tamásné szül. gróf Zamojszky Ludmillának van itt nagyobb birtoka."
1906 és 1917 között Kodály Zoltán több alkalommal járt a községben, ahol 27 népdalt jegyzett le. Többek közt itt örökítette meg az A Csitári hegyek alatt, az Egy szegény asszonynak volt tizenkét lánya, a Szerelem virágja felfolyott a fára és a Bú írte a kutyát kezdetű népdalokat. A trianoni diktátumig Nyitra vármegye Nyitrai járásához tartozott.
1938. november 6-7-én 5 falubelit fogtak perbe, akik aláírást gyűjtöttek a falu Magyarországhoz csatolásáért. Ők az év végi elnöki amnesztia hatálya alá estek, így elitélésükre szerencsére nem került sor. Mindezek után a 88% körüli magyar ajkú falu a decemberi tartományi választáson állítólag 100%-ban támogatta a néppárti közös jelölőlistát (304 érvényes szavazat).
Magyar általános iskoláját 1976-ban szüntették meg. 1975-ben Nyitrához csatolták, de 2003 januárja óta ismét önálló község.

## Kodály-emléktábla

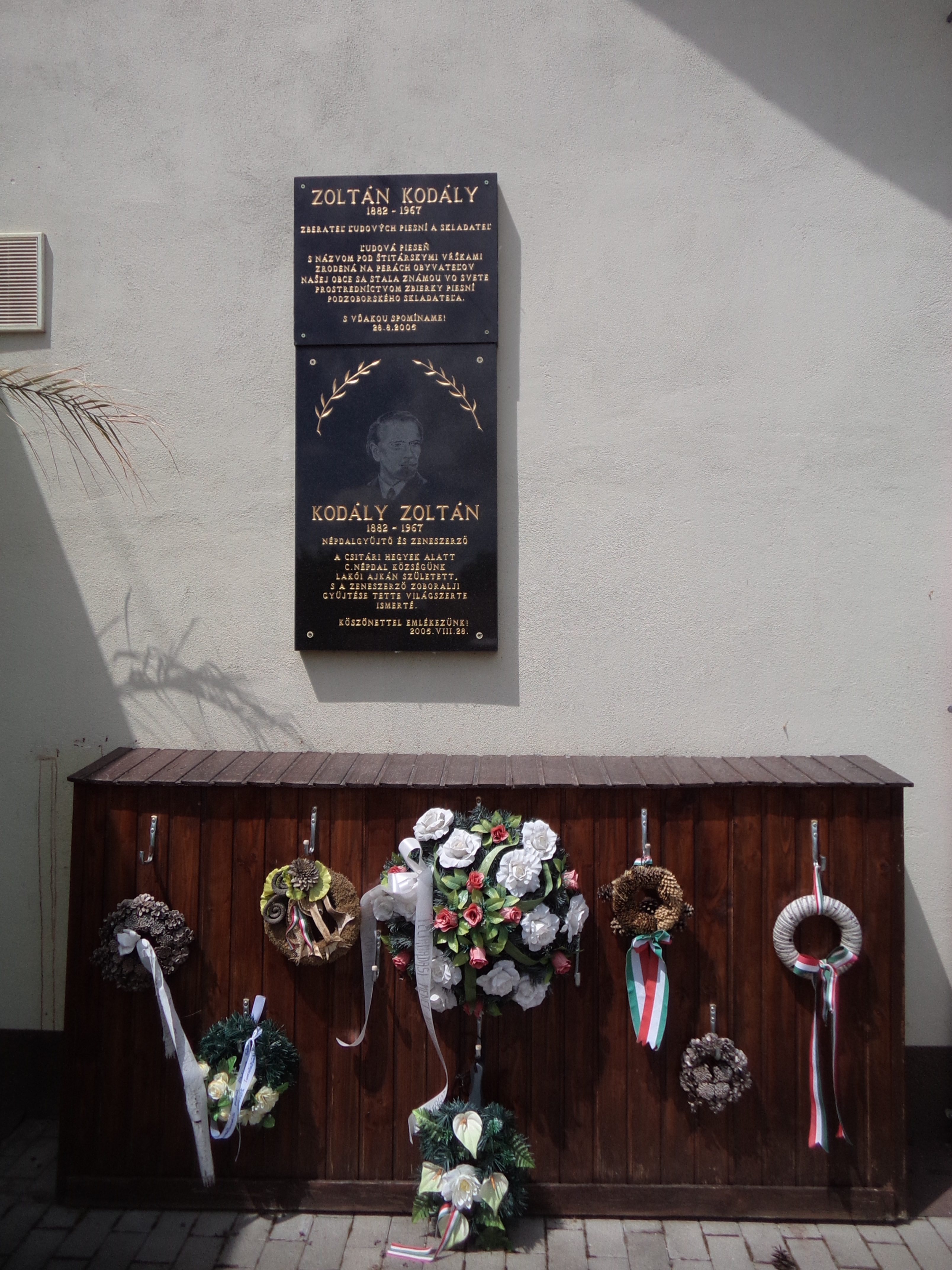
A Kodály-emléktábla a községi hivatal falán (2017)

2005. augusztus 8-án František Tóth akkori szlovák kulturális miniszter és magyar kollégája, Bozóki András leplezte le Kodály Zoltán zeneszerző emléktábláját, amely Csáky Pál miniszterelnök-helyettes hivatalának támogatásával készült. A magyar nyelvű tábla ellen már akkor tiltakozott a kerületi HZDS, később pedig a héttagú helyi képviselő-testület egyik tagja az 1995-ös szlovák nyelvtörvény megsértéséért feljelentést tett. A szlovák kormány arra kötelezte a falut, hogy teremtsék elő a szükséges pénzt, és a tábla fölé helyezzék el ugyancsak márványból készült szlovák nyelvű változatát.
Az emléktábla magyar szövege a következő:
| K O D Á L Y Z O L T Á N 1882 – 1967 NÉPDALGYŰJTŐ ÉS ZENESZERZŐ A CSITÁRI HEGYEK ALATT C.NÉPDAL KÖZSÉGÜNK LAKÓI AJKÁN SZÜLETETT, S A ZENESZERZŐ ZOBORALJI GYŰJTÉSE TETTE VILÁGSZERTE ISMERTTÉ. \| KÖSZÖNETTEL EMLÉKEZÜNK! 2005. VIII. 28. \| |
| KÖSZÖNETTEL EMLÉKEZÜNK! 2005. VIII. 28. |

## Népessége
| Év:            | 1994. | 2004. | 2014.    | 2024.    |
| -------------- | ----- | ----- | -------- | -------- |
| Emberek száma: | 0     | 619   | 797      | 1263     |
| Eltérés:       |       | –     | +28,75 % | +58,46 % |

| Év:            | 2023. | 2024.   |
| -------------- | ----- | ------- |
| Emberek száma: | 1234  | 1263    |
| Eltérés:       |       | +2,35 % |

- 1880-ban 339 lakosából 302 magyar, 27 szlovák, 1 német anyanyelvű és 9 csecsemő, ebből 329 római katolikus és 10 zsidó vallású.
- 1890-ben 384 lakosából 351 magyar és 32 szlovák anyanyelvű.
- 1900-ban 449 lakosából 424 magyar és 21 szlovák anyanyelvű volt.
- 1910-ben 447 lakosából 432 magyar és 10 szlovák anyanyelvű volt.
- 1919-ben 82 házában, 447 lakosából 17 csehszlovák, 428 magyar és 2 német.[14]
- 1921-ben 462 lakosából 423 magyar és 37 csehszlovák.
- 1930-ban 470 lakosából 414 magyar és 56 csehszlovák volt.
- 1970-ben 602 lakosából 386 magyar, 206 szlovák és 10 cseh volt.[15]
- 1975-2003 között nem volt önálló.
- 2011-ben 707 lakosából 487 szlovák, 191 magyar, 5 cseh és 23 ismeretlen nemzetiségű.[16]
- 2021-ben 1028 lakosából 834 szlovák, 146 (+25) magyar, 1 ruszin, 20 egyéb és 27 ismeretlen nemzetiségű.[17]

## Neves személyek
- Itt született 1917. március 28-án Sima Ferenc nyelvész, egyetemi oktató (+2005).[18]
- Itt született 1951. január 28-án Sándor Anna nyelvész, a Zoboralja nyelvjárásának kutatója.[18]

## Nevezetességei

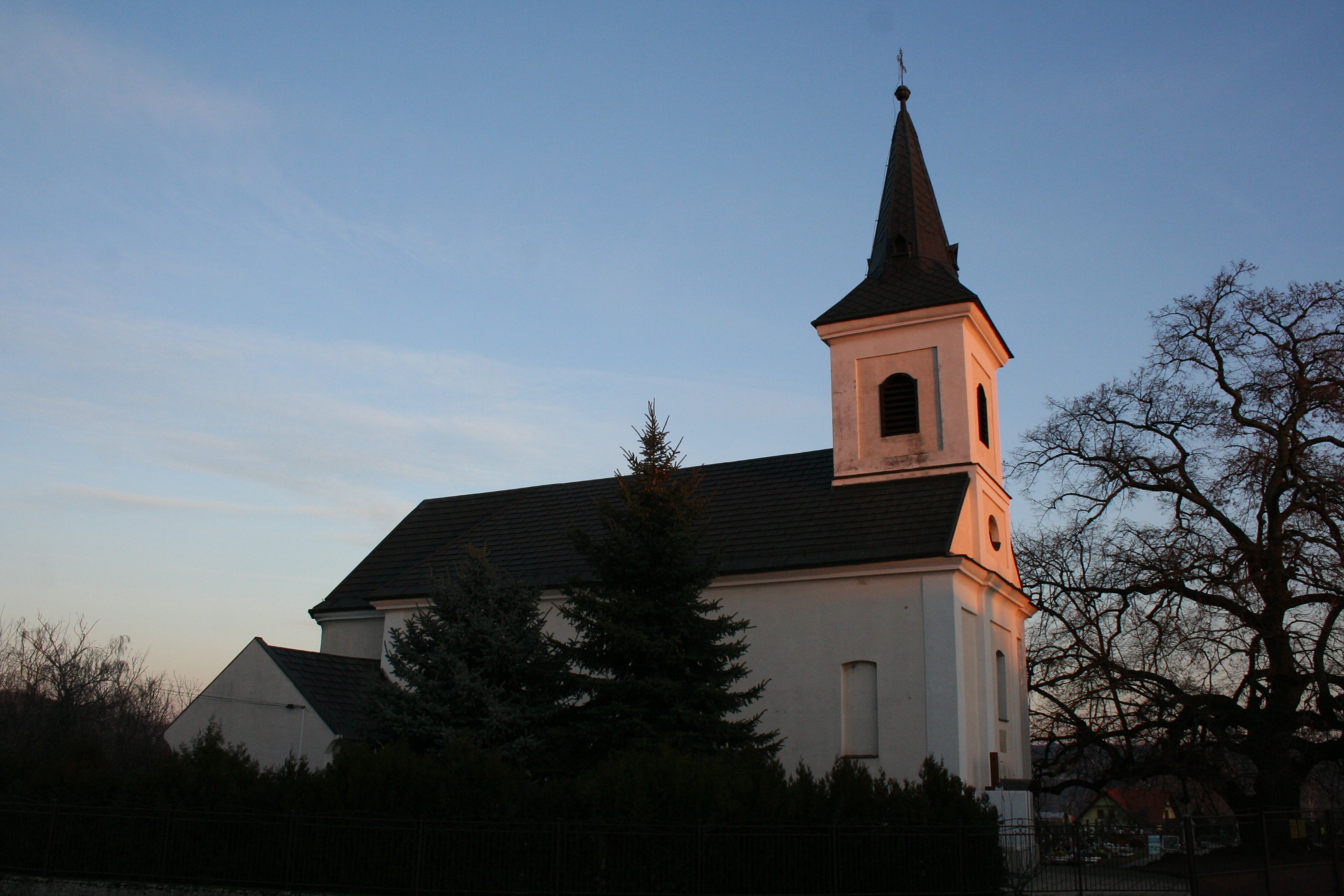
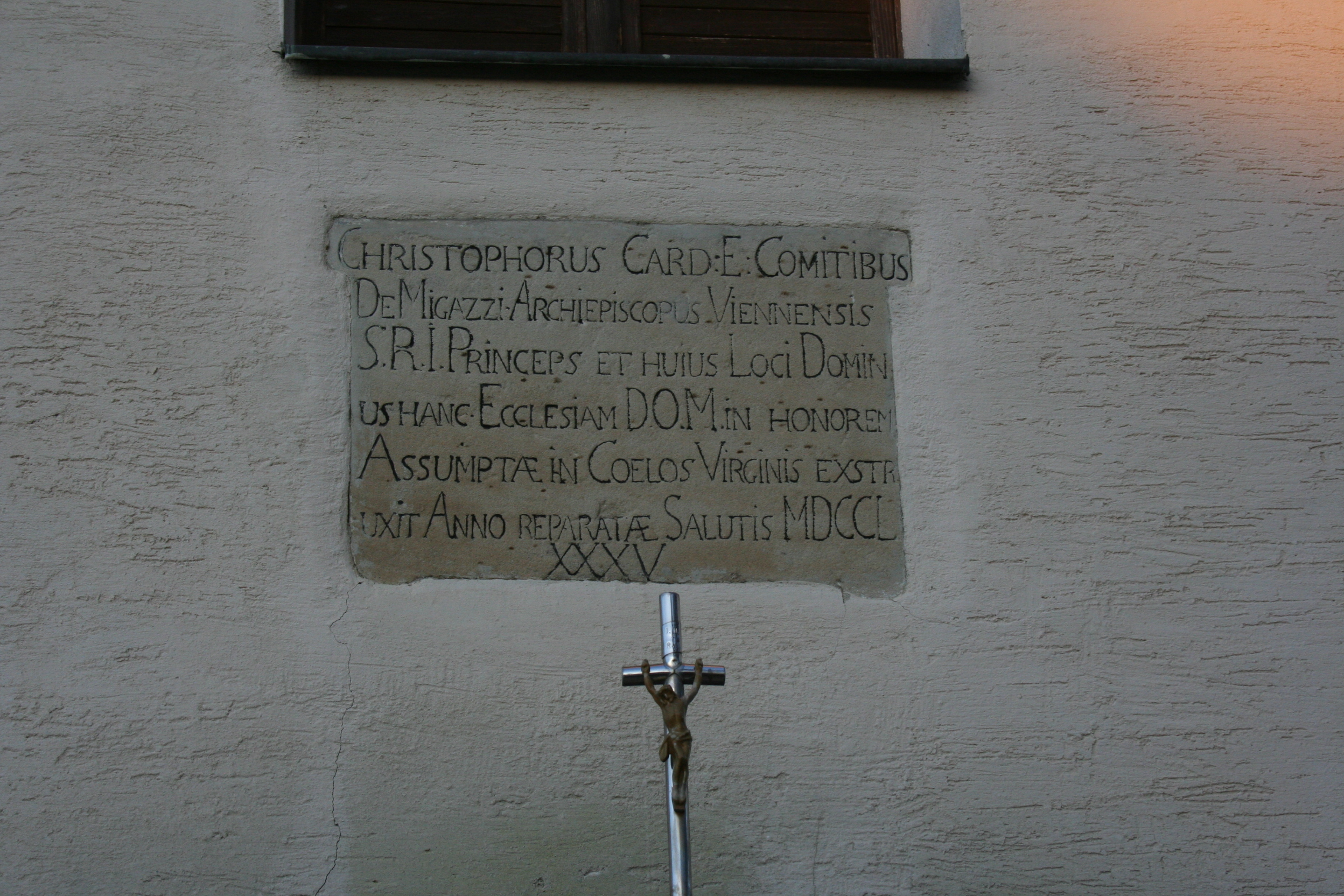
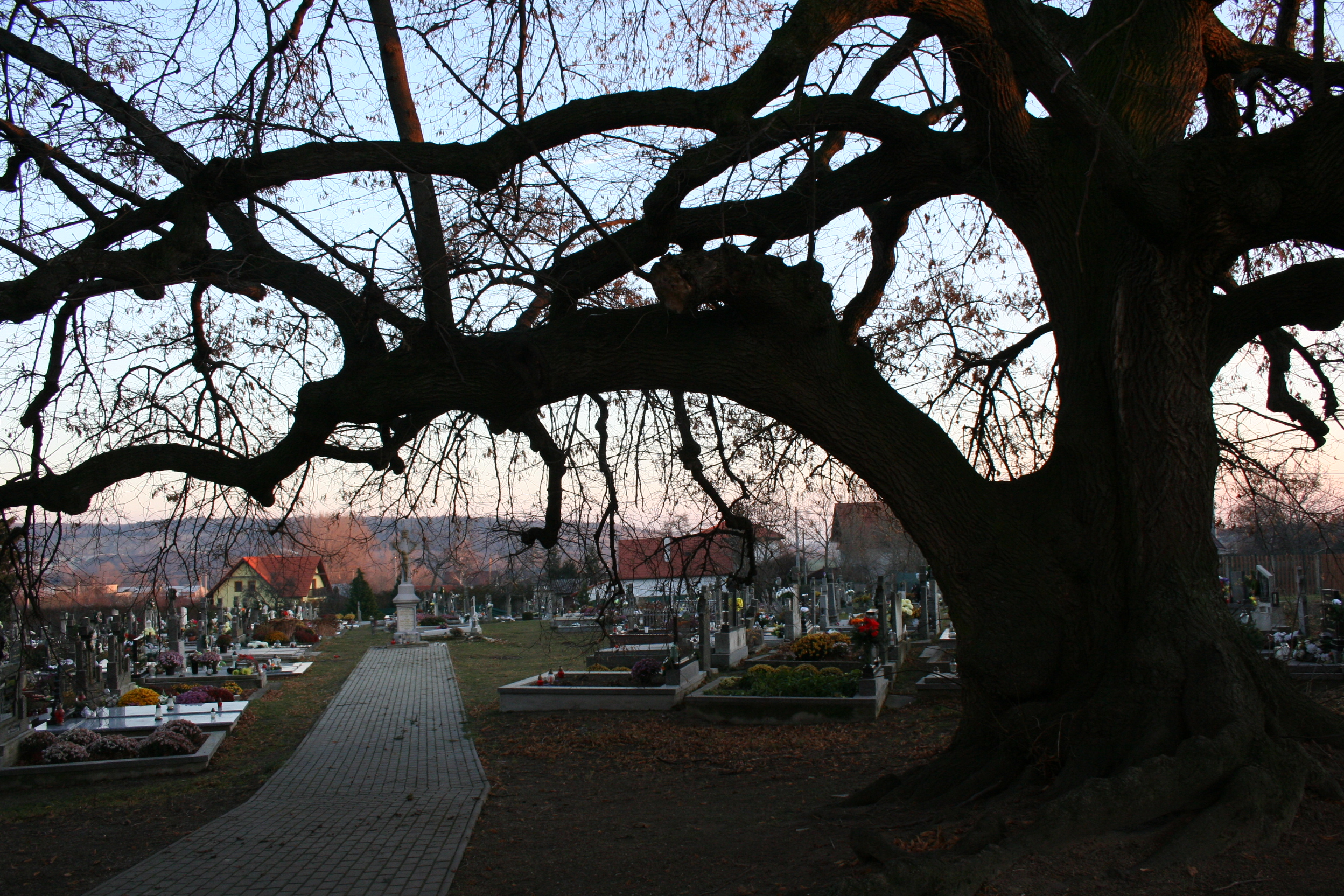
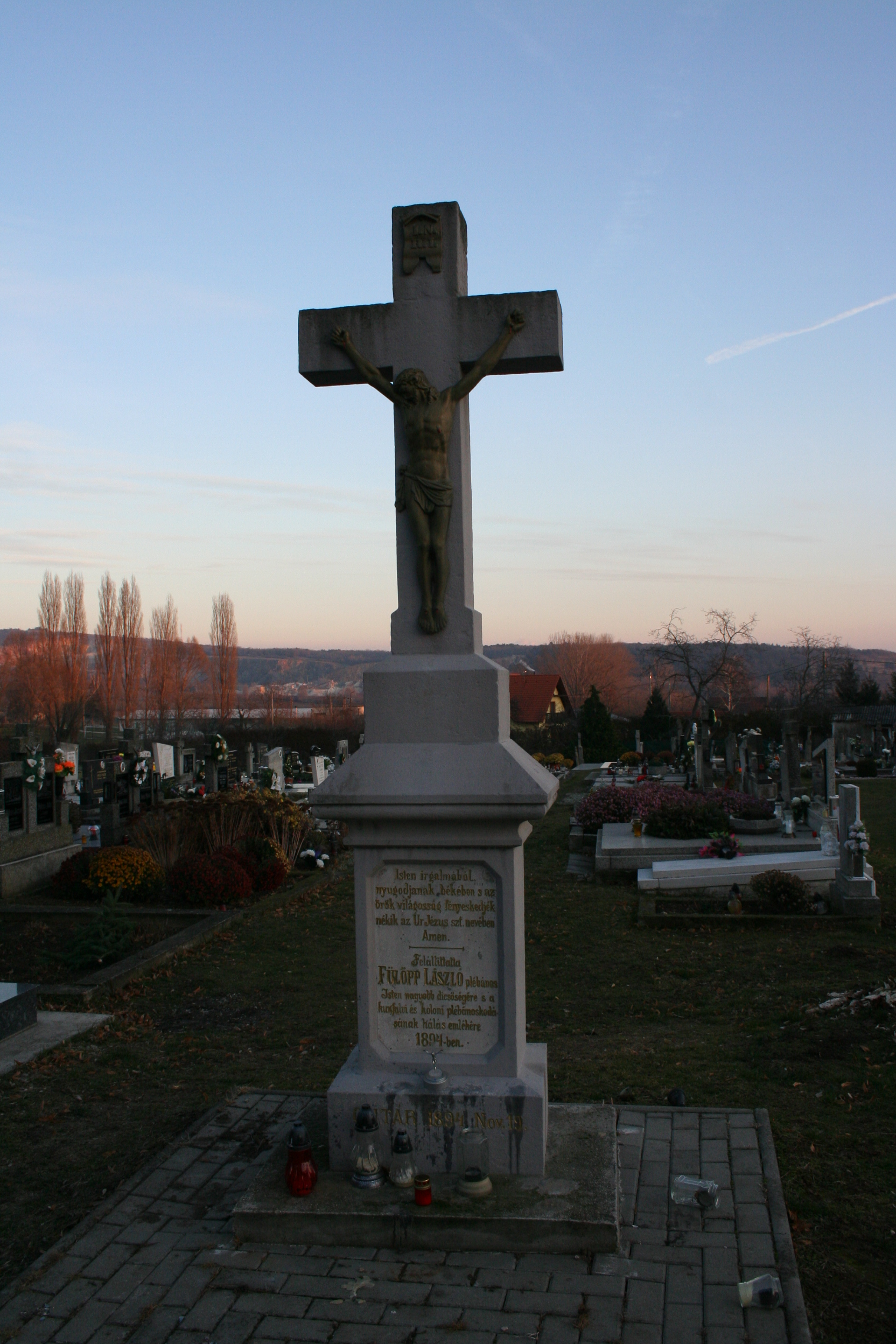
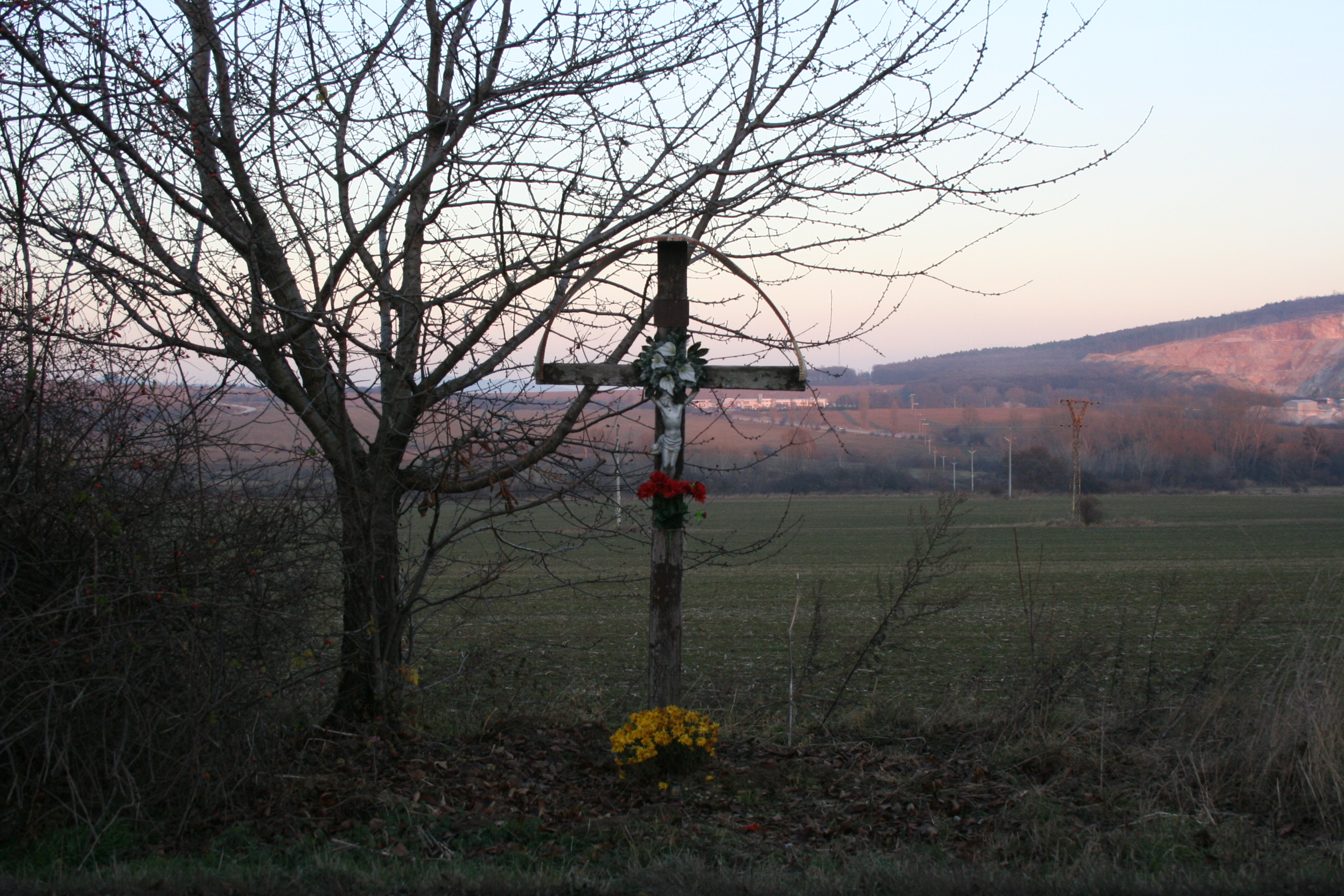